# داویت بابایان
داویت کلیمی بابایان (ارمنی: Դավիթ Կլիմի Բաբայան زاده ۵ آوریل ۱۹۷۳) سیاست‌مدار اهل جمهوری آرتساخ می‌باشد که از تاریخ دسامبر ۲۰۱۳ سمت ریاست بخش اطلاعات مرکزی دفتر ریاست جمهوری آرتساخ را برعهده داشت. وی همچنین بنیانگذار و رهبر حزب محافظه‌کار آرتساخ می‌باشد.

## جوایز و افتخارات
- مدال دولتی واچاگان عابد جمهوری آرتساخ (۲۰۱۶)